# チェッカーシャドー錯視
チェッカーシャドー錯視（チェッカーシャドーさくし）あるいは同色錯視は、MITの視覚科学の教授Edward H. Adelsonが1995年に発表した錯視である。AとBの領域は物理的には同じ色だが、そうではないように見える。画像編集ソフトでAとBの色を抽出すると、実際は同じ色であるということが分かる。AとB以外のすべての領域を消すと、錯視は消失する。
|  |  |